# Terry Carkner
Terry Kenneth Carkner (né le 7 mars 1966 à Smiths Falls, dans la province de l'Ontario, au Canada) est un joueur professionnel canadien de hockey sur glace qui évoluait au poste de défenseur.

## Biographie
Après avoir commencé le hockey dans les ligues de jeunes entre 1980 et 1983, Carkner devient membre de l'équipe junior des Petes de Peterborough dans la Ligue de hockey de l'Ontario pendant trois saisons. En 1984, il est repêché par les Rangers de New York à la 14e place du repêchage de la ligue nationale de hockey ; en 1985, il fait partie de la deuxième équipe des étoiles de la ligue et en 1986 il est sélectionné dans la première équipe d'étoiles et remporte conjointement avec Jeff Brown le trophée Max-Kaminsky qui récompense le meilleur défenseur de la ligue.
Il rejoint la LNH et les Rangers en 1986 avec lesquels il ne joue qu'une saison avant d'être échangé aux Nordiques de Québec avec Jeff Jackson contre John Ogrodnick et David Shaw. Une saison plus tard, il est à nouveau échangé : il rejoint alors les Flyers de Philadelphie contre Greg Smyth et le troisième tour de repêchage 1989 des Flyers. Il passe cinq saisons avec les Flyers qui l'échangent en 1993 aux Red Wings de Détroit contre Yves Racine et un choix de repêchage. Agent libre en 1995, il signe avec une dernière équipe professionnelle, les Panthers de la Floride avec lesquels il termine sa carrière en 1999.
Lors des compétitions internationales, il représente le Canada à deux reprises. En 1986, il remporte la médaille d'argent au championnat du monde junior puis, en 1993, il termine à la quatrième place du championnat du monde senior.

## Parenté dans le sport
Il est l'arrière petit-cousin de Matt Carkner.

## Statistiques
| Saison     | Équipe                   | Ligue      |     | Saison régulière | Saison régulière | Saison régulière | Saison régulière | Saison régulière |   | Séries éliminatoires | Séries éliminatoires | Séries éliminatoires | Séries éliminatoires | Séries éliminatoires |
| Saison     | Équipe                   | Ligue      | PJ  | B                | A                | Pts              | Pun              | PJ               | B | A                    | Pts                  | Pun                  |                      |                      |
| 1980-1981  | Hawks de Winchester      | ON-Jr.B    | 2   | 0                | 0                | 0                | 0                |                  |   |                      |                      |                      |                      |                      |
| 1981-1982  | Settlers de Smiths Falls | OHA-C      |     |                  |                  |                  |                  |                  |   |                      |                      |                      |                      |                      |
| 1982-1983  | Braves de Brockville     | CJHL       | 47  | 8                | 32               | 40               | 94               |                  |   |                      |                      |                      |                      |                      |
| 1983-1984  | Petes de Peterborough    | LHO        | 66  | 4                | 21               | 25               | 91               | 8                | 0 | 6                    | 6                    | 13                   |                      |                      |
| 1984-1985  | Petes de Peterborough    | OHL        | 64  | 14               | 47               | 61               | 125              | 17               | 2 | 10                   | 12                   | 11                   |                      |                      |
| 1985-1986  | Petes de Peterborough    | OHL        | 54  | 12               | 32               | 44               | 106              | 16               | 1 | 7                    | 8                    | 17                   |                      |                      |
| 1986-1987  | Rangers de New York      | LNH        | 52  | 2                | 13               | 15               | 118              | 1                | 0 | 0                    | 0                    | 0                    |                      |                      |
| 1986-1987  | Nighthawks de New Haven  | LAH        | 12  | 2                | 6                | 8                | 56               | 3                | 1 | 0                    | 1                    | 0                    |                      |                      |
| 1987-1988  | Nordiques de Québec      | LNH        | 63  | 3                | 24               | 27               | 159              |                  |   |                      |                      |                      |                      |                      |
| 1988-1989  | Flyers de Philadelphie   | LNH        | 78  | 11               | 32               | 43               | 149              | 19               | 1 | 5                    | 6                    | 28                   |                      |                      |
| 1989-1990  | Flyers de Philadelphie   | LNH        | 63  | 4                | 18               | 22               | 169              |                  |   |                      |                      |                      |                      |                      |
| 1990-1991  | Flyers de Philadelphie   | LNH        | 79  | 7                | 25               | 32               | 204              |                  |   |                      |                      |                      |                      |                      |
| 1991-1992  | Flyers de Philadelphie   | LNH        | 73  | 4                | 12               | 16               | 195              |                  |   |                      |                      |                      |                      |                      |
| 1992-1993  | Flyers de Philadelphie   | LNH        | 83  | 3                | 16               | 19               | 150              |                  |   |                      |                      |                      |                      |                      |
| 1993-1994  | Red Wings de Détroit     | LNH        | 68  | 1                | 6                | 7                | 130              | 7                | 0 | 0                    | 0                    | 4                    |                      |                      |
| 1994-1995  | Red Wings de Détroit     | LNH        | 20  | 1                | 2                | 3                | 21               |                  |   |                      |                      |                      |                      |                      |
| 1995-1996  | Panthers de la Floride   | LNH        | 73  | 3                | 10               | 13               | 80               | 22               | 0 | 4                    | 4                    | 10                   |                      |                      |
| 1996-1997  | Panthers de la Floride   | LNH        | 70  | 0                | 14               | 14               | 96               | 5                | 0 | 0                    | 0                    | 6                    |                      |                      |
| 1997-1998  | Panthers de la Floride   | LNH        | 74  | 1                | 7                | 8                | 63               |                  |   |                      |                      |                      |                      |                      |
| 1998-1999  | Panthers de la Floride   | LNH        | 62  | 2                | 9                | 11               | 54               |                  |   |                      |                      |                      |                      |                      |
| Totaux LNH | Totaux LNH               | Totaux LNH | 858 | 42               | 188              | 230              | 1588             | 54               | 1 | 9                    | 10                   | 48                   |                      |                      |

| Année | Compétition                 | PJ | B | A | Pts | Pun |
| ----- | --------------------------- | -- | - | - | --- | --- |
| 1986  | Championnat du monde junior | 7  | 0 | 4 | 4   | 0   |
| 1993  | Championnat du monde        | 8  | 0 | 0 | 0   | 0   |